# Pavle Florenski
Pavle Aleksandrovič Florenski (рус. Па́вел Алекса́ндрович Флоре́нский; 21.01.1882 –  8.12.1937.) je bio ruski pravoslavni teolog, sveštenik, filozof, matematičar, fizičar, elektroinženjer, pronalazač, polihistor i novomučenik.

## Biografija

### Rano doba
Pavle Aleksandrovič Florenski rođen je 21. januara [9. januara po julijanskom kalendaru] 1882. godine u gradu Jevlahu u Jelisavetpoljskoj guberniji (u današnjem zapadnom Azerbejdžanu) u porodici železničkog inženjera Aleksandra Florenskog. Otac mu je bio iz porodice ruskih pravoslavnih sveštenika, dok je njegova majka Olga (Salomija) Saparova (Saparjan, Sapharašvili) pripadala tbilisijskom jermenskom plemstvu u Gruziji. Njegova baba po majci, Sofija Paatova (Paatašvili), bila je iz jermenske porodice iz Karabaha, koja je živela u Bolnisiju u Gruziji. Florenski je „uvek tragao za korenima svoje jermenske porodice“ i saznao da potiču iz Karabaha.
Florenski je završio gimnaziju (1893-1899) u klasičnom liceju u Tbilisiju, odakle će neki od njegovih drugova kasnije steći ime, među njima i osnivač ruskog kubofuturizma David Burliuk. Godine 1899, Florenski je prošao kroz religioznu krizu, povezanu sa posetom Lavu Tolstoju, a prouzrokovanu svešću o granicama i relativnosti naučnog pozitivizma i racionalnosti koji su bili integralni deo njegovog formiranja u porodici i srednjoj školi. Odlučio je da konstruiše sopstveno rešenje razvijajući teorije koje bi pomirile duhovne i naučne vizije na osnovu matematike. Upisao je matematiku na Carskom moskovskom univerzitetu, studirao kod Nikolaja Bugajeva i sprijateljio se sa njegovim sinom, budućim pesnikom i teoretičarem ruskog simbolizma Andrejem Belim. Naročito ga je privukla teorija skupova Georga Kantora.
Pohađao je i kurseve antičke filozofije. Tokom ovog perioda, mladi Florenski, koji nije bio vaspitavan u religioznom duhu, počeo je da se interesuje za studije koje prevazilaze „ograničenja fizičkog znanja“  Godine1904, diplomirao je na Carskom moskovskom univerzitetu i odbio mesto predavača na tom univerzitetu: umesto toga, nastavio je da studira teologiju na Slavjano-grčko-latinskoj akademiji u Sergijevom Posadu. Tokom tamošnjih bogoslovskih studija, došao je u kontakt sa starcem Isidorom prilikom posete Getsimanskoj isposničkoj ćeliji, i Isidor će kasnije postati njegov duhovni vodič i otac. Zajedno sa kolegama studentima Ernom, Svenickim i Brihničevim osnovao je društvo pod nazivom Unija hrišćanske borbe (Союз Христиaнской Борьбы), sa revolucionarnim ciljem da se obnovi rusko društvo po principima Vladimira Solovjova. Potom je uhapšen zbog članstva u ovom društvu, 1906. godine; međutim, kasnije je izgubio interesovanje za Pokret radikalnog hrišćanstva.

### Intelektualna interesovanja
Tokom studija na Slavjano-grčko-latinskoj akademiji, Florenski se bavio filozofijom, religijom, umetnošću i folklorom. Postao je istaknuti član pokreta ruskog simbolizma, zajedno sa svojim prijateljem Andrejem Belim i objavljivao radove u časopisima Novi put (Новый Путь) i Vaga (Весы). Započeo je i svoje glavno filozofsko delo, Stub i tvrđava istine: Ogled o pravoslavnoj teodiceji u dvanaest pisama. Kompletna knjiga objavljena je tek 1914. godine, ali je veći deo knjige bio završen u vreme kada je diplomirao na akademiji 1908. godine.
Kako piše u predgovoru za knjigu njegovih pisama koju je objavio Princeton University Press: „Ova knjiga je skup od dvanaest pisama 'bratu' ili 'prijatelju', koji se simbolički može shvatiti kao Hrist. Centralna stvar u delu Florenskog je istraživanje različitih značenja hrišćanske ljubavi, koja se posmatra kao kombinacija prijateljstva (philia) i univerzalne ljubavi (agape). On opisuje drevni hrišćanski obred adelfopoezu (bratimljenje), koji spaja muške prijatelje u čedne veze ljubavi. Pored toga, Florenski je bio jedan od prvih mislilaca u dvadesetom veku koji je razvio ideju o božanskoj Sofiji, koja je postala jedna od centralnih tema interesovanja feminističkih teologa.“

Nakon što je diplomirao na akademiji, oženio se Anom Giatsintovom, sestrom svog prijatelja, u avgustu 1910. godine, što je šokiralo njegove prijatelje koji znali za njegovu odbojnost prema braku. Nastavio je da predaje filozofiju i živeo je u Trojice-Sergijevoj lavri do 1919. Godine 1911. rukopoložen je u sveštenika. Godine 1914. napisao je disertaciju O duhovnoj istini. Objavljivao je radove iz filozofije, teologije, teorije umetnosti, matematike i elektrodinamike. Između 1911. i 1917. bio je glavni urednik najrenomiranijeg pravoslavnog teološkog časopisa tog vremena, Teološkog glasnika (Bogoslovskiy Vestnik). Bio je i duhovni učitelj kontroverznog ruskog pisca Vasilija Rozanova, koga je pozivao na pomirenje sa pravoslavnom crkvom.

### Period komunističke vladavine u Rusiji
Posle Oktobarske revolucije, svoju poziciju je formulisao rečima: „Razvio sam sopstveni filozofski i naučni pogled na svet, koji me, iako je u suprotnosti sa vulgarnom interpretacijom komunizma... ne sprečava da pošteno radim u službi države“. Nakon što su boljševici zatvorili Trojice-Sergijevu lavru (1918) i Sergijevo-Posadsku crkvu (1921), gde je bio sveštenik, preselio se u Moskvu da radi na Državnom planu za elektrifikaciju Rusije (GOELRO) po preporuci Lava Trockog koji je snažno verovao u sposobnost Florenskog da pomogne vladi u elektrifikaciji ruralne Rusije. Prema rečima savremenika, Florenski je, sa svojom svešteničkom mantijom, radeći zajedno sa drugim rukovodiocima vladinog odeljenja, bio neuobičajen prizor.
Godine 1924. objavio je obimnu monografiju o dielektricima. Istovremeno je radio kao naučni sekretar Istorijske komisije Trojice-Sergijeve lavre i objavljivao radove o drevnoj ruskoj umetnosti. Govorilo se da je bio glavni organizator tajnog poduhvata za spasavanje moštiju Svetog Sergija Radonješkog čije je uništenje naredila vlada.
U drugoj polovini 1920-ih, najviše se bavio fizikom i elektrodinamikom, objavivši potom rad Imaginarni brojevi u geometriji («Мнимости в геометрии. Расширение области двухмерных образов геометрии») posvećen geometrijskoj interpretaciji teorije relativnosti Alberta Ajnštajna. Između ostalog, tvrdio je da je geometrija imaginarnih brojeva, predviđena teorijom relativnosti za telo koje se kreće brže od svetlosti, geometrija Carstva Božjeg. Zbog pominjanja Carstva Božjeg u ovom radu, optužen je od strane sovjetskih vlasti za antisovjetsku agitaciju i propagandu.

### 1928–1937: izgnanstvo, zatvor, smrt
Godine 1928, Florenski je prognan u Nižnji Novgorod. Nakon posredovanja Ekaterine Peškove (supruge Maksima Gorkog), Florenskom je bilo dozvoljeno da se vrati u Moskvu. Ponovo je uhapšen 26. februara 1933. pod sumnjom da je ušao u zaveru sa Pavlom Gidiulijanovim, profesorom kanonskog prava, koga Florenski uopšte nije poznavao, da sruši državu i uspostavi, uz pomoć nacista, fašističku monarhiju. On se energično branio od optužbi, dok nije shvatio da će pokazivanjem spremnosti da ih prizna, iako lažno, omogućiti nekolicini poznanika da budu oslobođeni. Osuđen je na deset godina u gulagu prema zloglasnom članu 58. Staljinovog krivičnog zakona (klauzule deset i jedanaest: „agitacija protiv sovjetskog sistema“ i „objavljivanje agitacionih materijala protiv sovjetskog sistema“). Objavljeni agitacioni materijal bila je monografija o teoriji relativnosti. Njegov običaj da nosi svešteničku odoru nervirao je njegove poslodavce. Država mu je nudila brojne mogućnosti da ode u izgnanstvo u Pariz, ali ih je on odbio.
Služio je u logoru na Bajkalsko-amurskoj magistrali do 1934, kada je prebačen u Solovecki logor, gde je sproveo istraživanje proizvodnje joda i agara od lokalne morske trave. Godine 1937. prebačen je u Sankt Peterburg (tada pod nazivom Lenjingrad) gde ga je 25. novembra vansudska trojka NKVD-a osudila na smrt. Prema legendi, osuđen je zbog odbijanja da otkrije lokaciju glave Sv. Sergija Radonješkog koju su komunisti hteli da unište. Svetiteljeva glava je sačuvana i 1946. godine ponovo je otvorena Trojice-Sergijeva lavra. Mošti Svetog Sergija ponovo su postale popularne. Svetiteljeve mošti je u Lavru vratio Pavel Golubcov, kasnije poznat kao arhiepiskop Sergij.
Nakon izricanja presude, Florenski je posebnim vozom zajedno sa još 500 zatvorenika prevezen na lokaciju u blizini Sankt Peterburga, gde je ubijen u noći 8. decembra 1937. u šumi nedaleko od grada. Lokacija gde je sahranjen  je nepoznata. Antonio Maccioni navodi da je streljan na artiljerijskom poligonu Rževski, u blizini Toksova, koje se nalazi dvadesetak kilometara severoistočno od Sankt Peterburga i da je sahranjen u tajnoj grobnici u Koirangakangasu kod Toksova zajedno sa još 30.000 ljudi koje je NKVD pogubio u isto vreme. Godine 1997, u šumi Sandarmoh, pronađen je jarak koji je služio kao masovna grobnica, gde se možda nalaze njegovi ostaci. Njegovo ime je 1982. godine uvršteno na listu Novomučenika i Duhovnika.

### Uticaj
Često čitan zbog svog doprinosa religioznoj renesansi tog vremena ili naučnom mišljenju, Florenski je počeo da se proučava iz šire perspektive 1960-ih godina. Oživelo je interesovanje za zanemarene aspekte njegovog opusa koje je pokazala Tartu-moskovska škola semiotike, koja je njegova dela ocenjivala u smislu anticipacije tema koje čine deo interesovanja teorijske avangarde u opštoj teoriji kulturnih znakova tog vremena. Čitano u ovom svetlu, misao Florenskog je aktivno odgovarala umetnosti ruskih modernista. U tom pogledu je od posebnog značaja bilo njihovo objavljivanje njegovog eseja iz 1919, održanog kao predavanje naredne godine, o prostornoj organizaciji u ruskoj ikonopisnoj tradiciji, pod naslovom „Obrnuta perspektiva“, koncepta koji je Florenski, kao kasnije Ervin Panofski, preuzeo iz eseja Oskara Vulfa iz 1907. „Die umgekehrte Perspektive und die Niedersicht. Ovde je Florenski suprotstavio dominantni koncept prostornosti u renesansnoj umetnosti analizirajući vizuelne konvencije korišćene u ikonološkoj tradiciji. Ovo delo je od svog objavljivanja do danas ostalo uticajan tekst u ovoj oblasti. U ovom eseju, njegovu interpretaciju je nedavno razvila i kritički preformulisala Klemena Antonova, koja kaže da se ono što je Florenski analizirao može bolje opisati u smislu „simultanih ravni“.

## Literatura
- Florensky, Pavel (2004). The Pillar and Ground of the Truth: An Essay in Orthodox Theodicy in Twelve Letters. Princeton, New Jersey: Princeton University Press. ISBN 978-0-691-11767-6.[мртва веза]
- Leach, Joseph H. J. (јесен 2006). „Parallel Visions - A consideration of the work of Pavel Florensky and Pierre Teilhard de Chardin”. Theandros. 4 (1). Архивирано из оригинала 2007-09-28. г. Приступљено 2007-09-04.
- Florensky, Pavel (1999-02-13). Salt of the Earth (The Acquisition of the Holy Spirit in Russia Series. 2. Saint Herman Press. ISBN 0-938635-72-7.

## Spoljašnje veze

### Radovi
- Pavle Florenski на веб-сајту  (језик: енглески)
- The Pavel Florensky School of Theology and Ministry
- Florensky, Pavel (1922). Mnimosti in Geometry. Pomor'ye.
- Florensky, Pavel (1996). Iconostasis. Crestwood, New York: St. Vladimir's Seminary Press. ISBN 0-88141-117-5.
- Florensky, Pavel (2006-08-15). Beyond Vision: Essays on the Perception of Art. London: Reaktion Books. ISBN 978-1-86189-307-9.
- Florensky, Pavel. „Onomatodoxy as a Philosophical Premise (excerpts)”. A. F. Losev page. Архивирано из оригинала 2007-08-08. г. Приступљено 2007-09-04.
- „Pavel Florensky on Brotherhood Rite”. Gay.ru. Russian National GLBT Center. Архивирано из оригинала (translated from Russian by Fr. German Ciuba) 2007-05-18. г. Приступљено 2007-09-04.
- Titova, Irina (2002-10-01). „'Russian da Vinci' May Be Among Remains”. St. Petersburg Times. стр. 73. Архивирано из оригинала 2007-09-28. г. Приступљено 2007-09-04.
- „Pavel Florensky's House - Sergiev Posad”. Golden Ring of Russia. 2007-02-14. Архивирано из оригинала 2007-05-28. г. Приступљено 2007-09-04.
- Rhodes, Michael C. (пролеће 2005). „Logical Proof of Antinomy: A Trinitarian Interpretation of the Law of Identity”. Theandros. 2 (3). Архивирано из оригинала 2005-06-21. г. Приступљено 2007-09-04.
- Berdyaev, Nikolai (фебруар 1917). „Khomyakov and Fr. Florensky”. Journal Russkaya Mysl (257). Архивирано из оригинала (reprint, translation from Russian) 28. 09. 2007. г. Приступљено 2007-09-04.
- Steineger IV, Joseph E. (Spring—Summer 2006). „Cult, Rite, and the Tragic: Appropriating Nietzsche's Dionysian with Florenskii's Titanic”. Theandros. 3 (3). Архивирано из оригинала 2006-08-13. г. Приступљено 2007-09-04. Проверите вредност парамет(а)ра за датум: |date= (помоћ)
- Bird, Robert. „The Geology of Memory: Pavel Florensky's Hermeneutic Theology”. equestrial.ru. Архивирано из оригинала 2007-09-28. г. Приступљено 2007-09-04.
- Seiling, Jonathan (септембар 2005). „Kant's Third Antinomy and Spinoza's Substance in the Sophiology of Florenskii and Bulgakov”. Florensky Conference. Архивирано из оригинала (RTF document) 2009-10-27. г. Приступљено 2007-09-04.
- Reardon, Patrick Henry (1998-09-01). „Truth Is Not Known Unless It Is Loved: How Pavel Florensky restored what Ockham stole”. Books & Culture. Christianity Today. Архивирано из оригинала 29. 09. 2007. г. Приступљено 2007-09-04.
- Dvoretskaya, Ekaterina. „Personal approach to Symbolic reality”. crvp.org. Council for Research and Values in Philosophy. Архивирано из оригинала 2007-09-28. г. Приступљено 2007-09-04.